# Bataille de Vicence
Quatrième guerre d'Italie
Batailles
- Casaloldo (it) (10 mai 1509)
- Agnadel (14 mai 1509)
- Padoue (15 - 30 septembre 1509)
- Polesella (it) (22 décembre 1509)
- Monselice (1509-1510)
- Val Vestino (1510-1517)
- Villamarina (19 juillet 1510)
- Capo di Monte (8 septembre 1510)
- Mirandola (1510 - 1511) (it)
- Trévise (1511)
- Brescia (18 février 1512)
- Ravenne (11 avril 1512)
- Navarre (1512)
- Saint-Mathieu (10 août 1512)
- Blancs-Sablons (22 avril 1513)
- Brest (24 avril 1513)
- Novare (6 juin 1513)
- Guinegatte (16 août 1513)
- Dijon (8 - 13 septembre 1513)
- Flodden Field (9 septembre 1513)
- La Motta ou Creazzo (7 octobre 1513)

La bataille de Vicence, parfois aussi appelée bataille de Schio, bataille de La Motta  ou bataille de Creazzo, qui opposa le 7 octobre 1513 la république de Venise et l'Espagne, est un épisode décisif de la guerre de la Ligue de Cambrai.
L'armée vénitienne menée par Bartolomeo d'Alviano, qui tentait de s'opposer au repli des troupes espagnoles de Raimond de Cardona hors de Vénétie, fut défaite et anéantie.

## Contexte
Le général vénitien, Bartolomeo d'Alviano, se trouvant privé de l'appui des Français, se repliait en Vénétie, poursuivi de près par l'armée espagnole de Raimond de Cardona ; mais les Espagnols piétinant devant Padoue, ils poursuivirent leur invasion du territoire vénitien jusqu’à se trouver en septembre face à Venise elle-même. Le vice-roi de Naples, Ramón de Cardona, tenta de bombarder la cité, sans succès ; dépourvu d'embarcations pour franchir la lagune, il se retourna vers la Lombardie. D'Alviano, ayant entre-temps reçu le renfort de centaines de soldats et de volontaires de l'aristocratie vénitienne, ainsi que de l'artillerie et des munitions, prit alors l'initiative et attaqua l'armée espagnole avec la ferme intention de lui couper toute retraite hors de Vénétie.

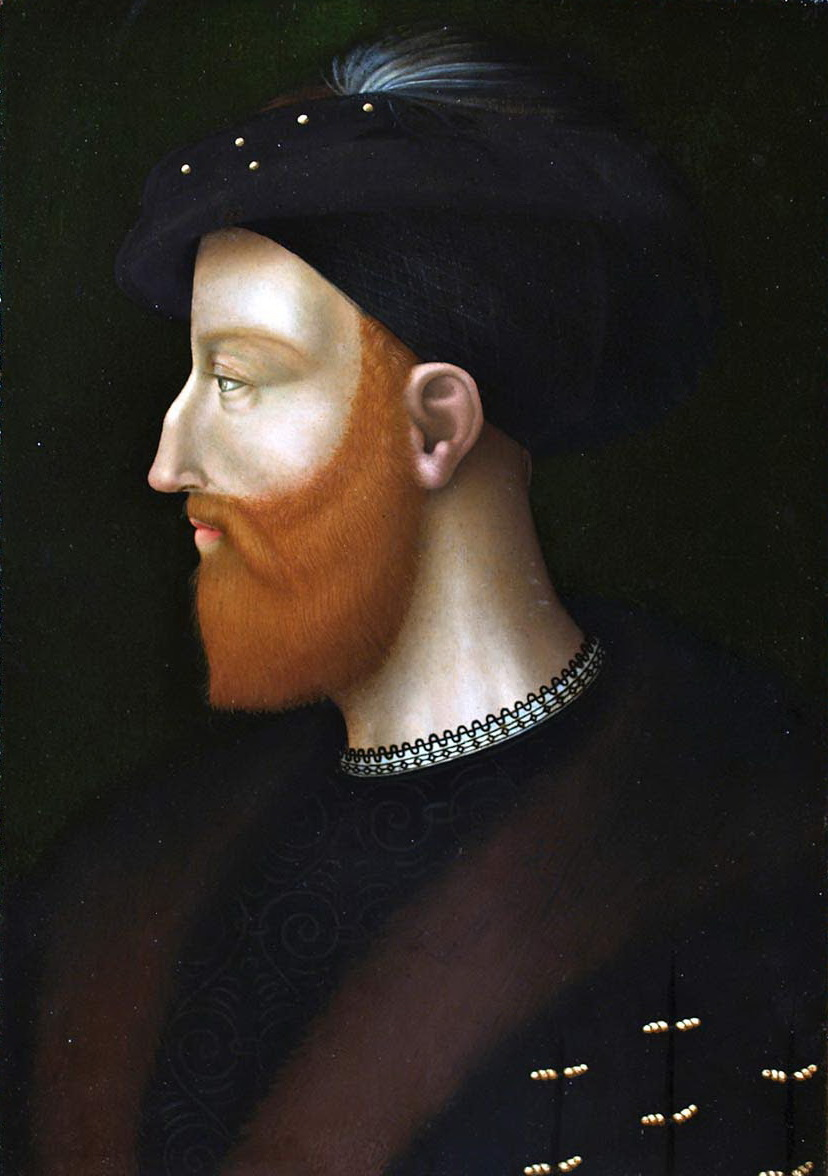
Fernand d'Ávalos, marquis de Pescaire, commandait l’infanterie espagnole.

## Le combat

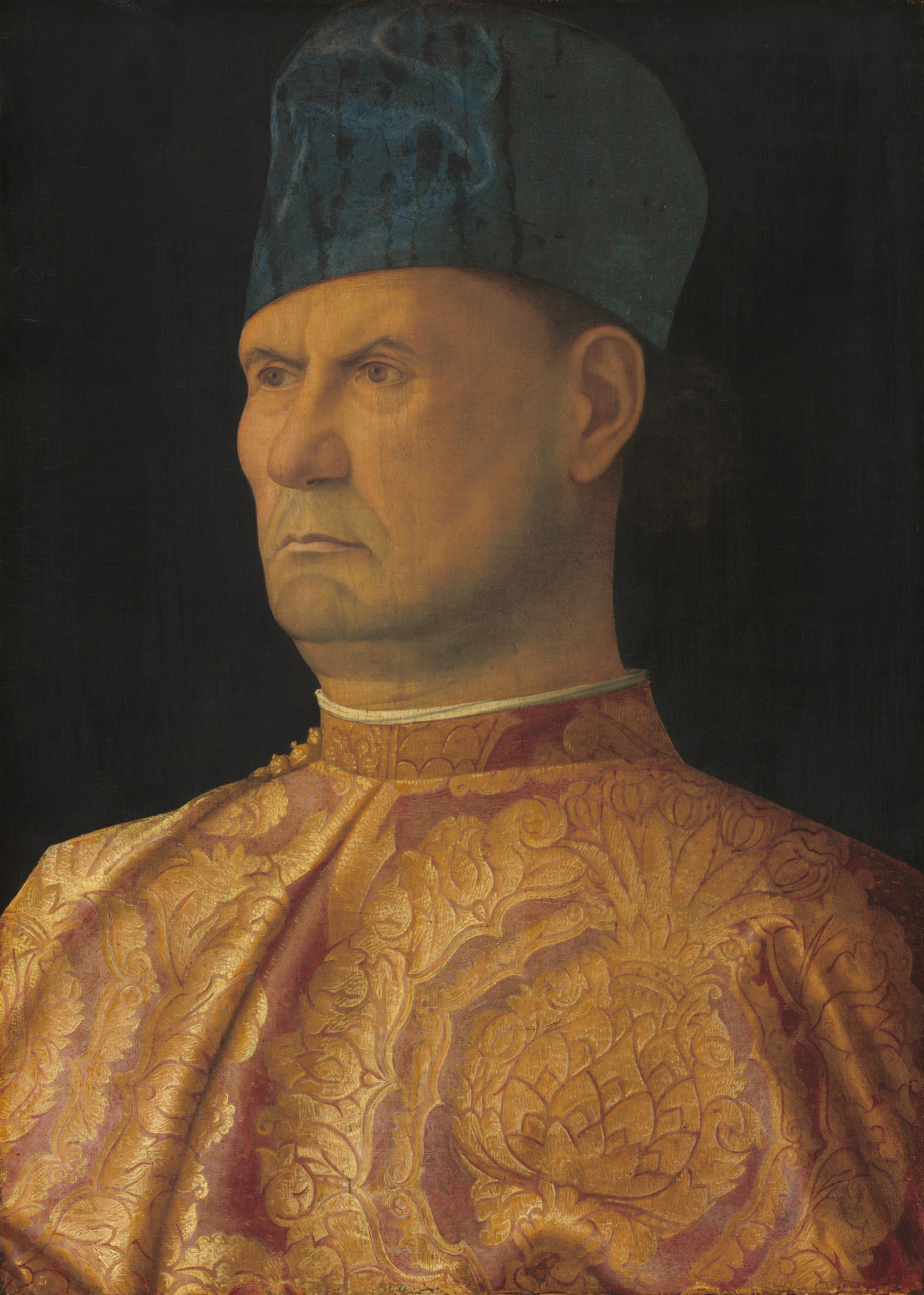
Portrait présumé de Bartolomeo d'Alviano par Giovanni Bellini.

L'armée vénitienne commandée par Bartolomeo d'Alviano, rattrapa finalement l'armée de Cardona à Vicence, ville du Nord-Est de l'Italie, le 7 octobre 1513. L'infanterie espagnole et allemande, comptant environ 7 000 hommes, commandée par Fernando de Ávalos et Georg von Frundsberg, était fortement retranchée et prête au combat : elle chargea l'armée vénitienne, faisant plus de 4 500 morts ou blessés dans les rangs ennemis, et provoquant leur déroute.
Pour autant, les forces des deux camps continuèrent leurs escarmouches aux confins nord-est de l'Italie (l'actuelle Frioul-Vénétie Julienne) pendant l'hiver 1513-1514.

## Conséquences
Malgré les défaites décisives qu'elle venait d'infliger aux Vénitiens, la Sainte Ligue fut incapable d'exploiter ces victoires. La mort du roi de France, Louis XII, le 1er janvier 1515, porta François Ier au trône. Ce jeune monarque, ayant pris le titre de duc de Milan lors de son couronnement, réclama d'emblée ses possessions d'Italie. Alors un corps expéditionnaire de Suisses et de gardes pontificaux marcha depuis Milan vers le nord pour lui fermer le passage des cols alpins ; mais les Français empruntèrent le col de Larche et leur avant-garde surprit ainsi la cavalerie milanaise à Villefranche, faisant prisonnier Prospero Colonna, tandis que le gros de l'armée française infligeait aux Suisses une défaite mémorable à Marignan le 13 septembre.
Le condottiere au service de la république de Venise, Scipione Ugoni, perd la vie lors de la bataille.